# Salceda de Caselas
Salceda de Caselas est une commune de la province de Pontevedra en Espagne située dans la communauté autonome de Galice.